# 鹿島様

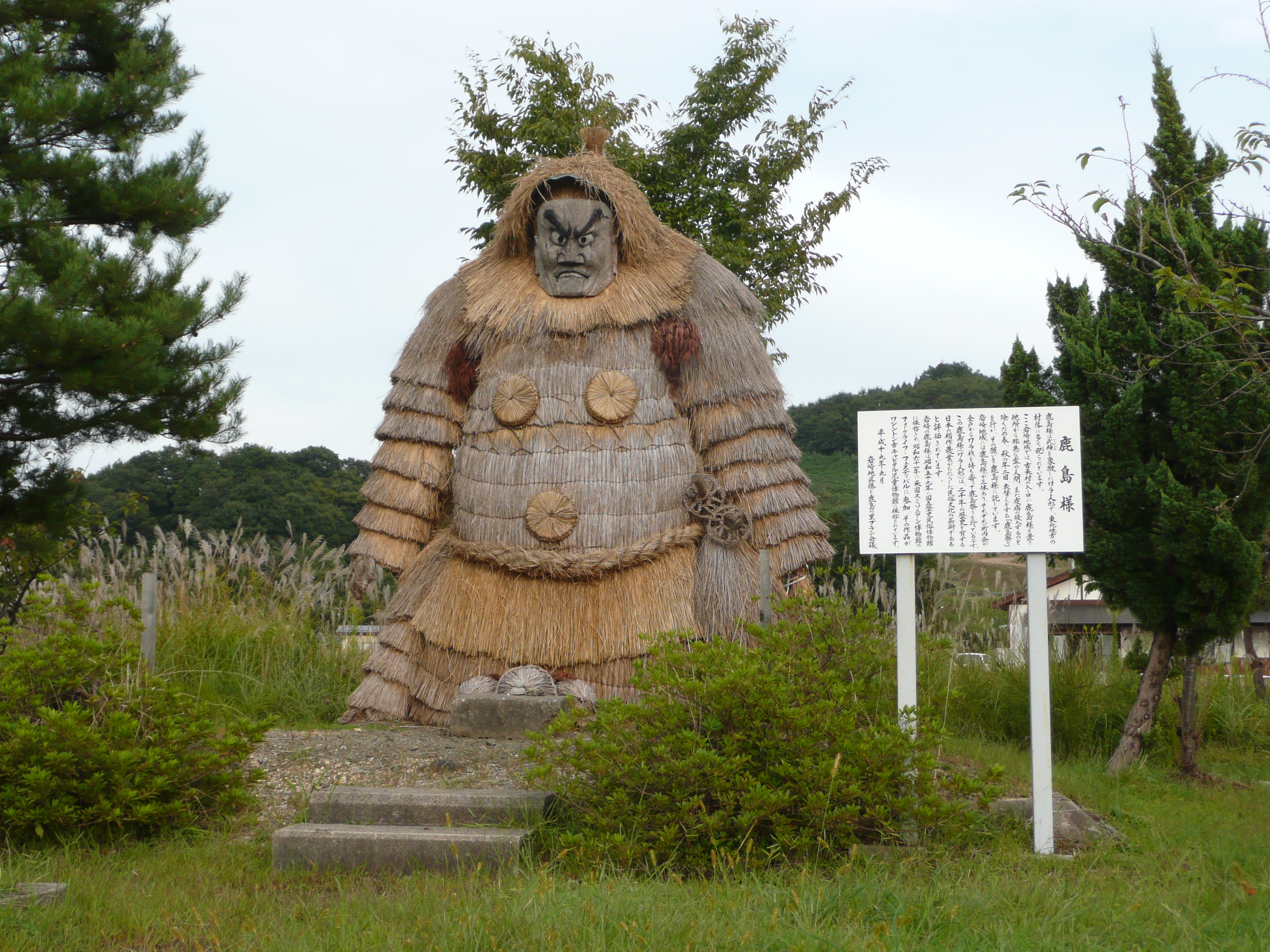
鹿島様

鹿島様（かしまさま）は、秋田県で見られる民間信仰で道祖神の一種。

## 解説
稲ワラで「鹿島様」と呼ばれる巨大なワラ人形を作り奉ることで、病退散・家内安全・五穀豊穣が願われる。特に湯沢市岩崎地区では高さ4m程の人形が作られ、村の入口に置かれる。
「鹿島様」として作られるものはワラ人形だけではなく、木製のものや、面だけのものなども見られる。また、性器が強調された男女のワラ人形が対として作られ、子孫繁栄が願われるものも存在する。
江戸時代後期の旅行家であった菅江真澄はこの地に作られるこの人形を「草仁王」として記している（『雪の出羽路』 雄勝郡 二）。
北関東から東北地方にかけて行われる「鹿島流し」と呼ばれる風習では、紙や藁でできた人形をつくり舟に乗せて川に流される。秋田県大仙市で行われる鹿島流しではこの人形もまた「鹿島様」と呼ばれる。本項で説明される道祖神も「鹿島流し」や千葉県君津市の「鹿島人形」になどにみられる鹿島信仰の一種である。
2011年に秋田県は、湯沢市岩崎地区で春秋に行われる「鹿島様」の葺き替えを「鹿嶋まつり」として県記録選択無形民俗文化財に登録した。